# Projeto de Lei 1151 de 1995

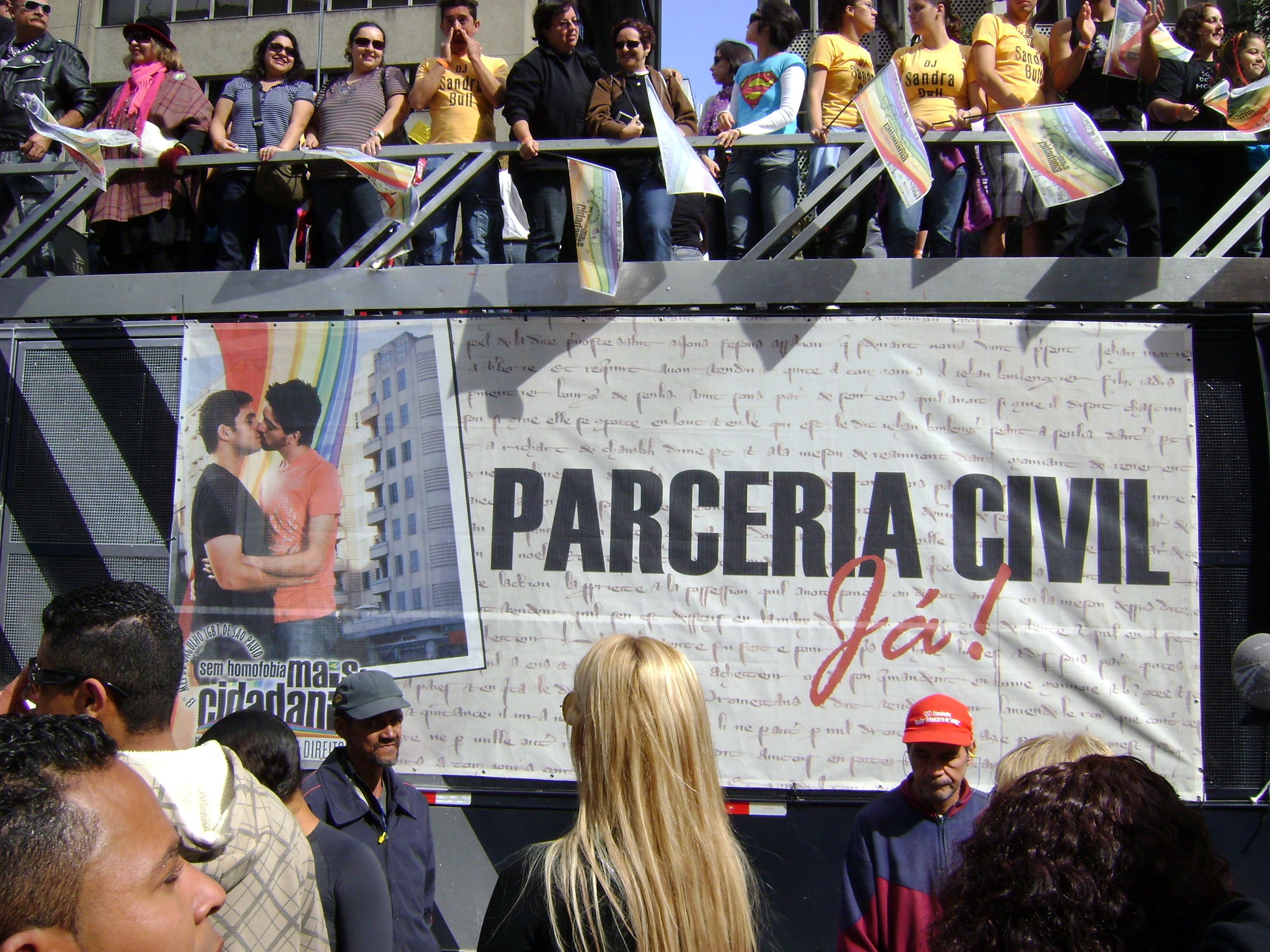
Carro pedindo a aprovação da parceria civil na Parada do orgulho LGBT de São Paulo de 2009.

O Projeto de Lei nº 1151 de 1995 (PL 1151/1995) foi um projeto de lei proposta na Câmara dos Deputados do Brasil pela deputada Marta Suplicy que se propunha a disciplinar a união civil entre pessoas do mesmo sexo.
O projeto inicialmente teria que tramitar em diversas comissões na Câmara, mas com base no regimento interno da casa, o então presidente da Câmara, Luís Eduardo Magalhães, criou uma comissão especial que substituiria todas as demais comissões, onde foi designado relator o então deputado Roberto Jefferson. O relator apresentou um substitutivo, alterando alguns pontos do projeto, instituindo a parceria civil registrada entre pessoas do mesmo sexo. Esse substitutivo foi aprovado na comissão, estando pronto para ser votado em plenário. Além do substitutivo já aprovado, Roberto Jefferson, em decorrência das discussões sobre o projeto, apresentou outro projeto de lei (nº 5.252, de 2001), instituindo o "Pacto de Solidariedade", inspirado na lei francesa.
O projeto encontra-se hoje arquivado; depois de um primeiro arquivamento no início de 2003, foi desarquivado, não sendo votado em nenhuma comissão nos quatro anos seguintes, e sendo novamente arquivado em 2007.
Apesar de causar muita polêmica, com posições claramente antagônicas entre os parlamentares, muitos defensores do projeto alegam que atualmente o texto proposto, que à época de sua apresentação representava um sensível avanço em comparação com os demais países, já está claramente ultrapassado, havendo decisões judiciais que avançam muito mais nas conquistas de igualdade de direitos com uniões entre sexos opostos.

## Projeto original (união civil)
O texto original do projeto de lei, publicado no Diário da Câmara dos Deputados de 21 de novembro de 1995, previa:
- registro no Cartório de Registro Civil de Pessoas Naturais (mesmo local onde são registrados os nascimentos, casamentos e óbitos) (art. 2º);
- o estado civil dos contratantes não pode ser alterado durante a vigência da união civil (art. 2º, §2º);
- contrato deve ser lavrado num Ofício de Notas (tabelionato), devendo dispor sobre patrimônio, deveres, impedimentos e obrigações mútuas (art. 3º);
- extinção pela morte ou decretação judicial (art. 4º);
- motivos para a extinção da união civil: infração contratual ou desinteresse na sua continuidade (art. 5º);
- o registro da união civil será averbado nos registros de nascimento e casamento das partes (passa a constar, assim, da própria certidão de nascimento ou casamento) (art. 7º);
- o imóvel próprio e comum aos contratantes é impenhorável, nos mesmos termos do bem de família (art. 10);
- o companheiro homossexual é equiparado ao companheiro heterossexual para fins previdenciários do INSS (art. 11);
- o companheiro homossexual é equiparado ao companheiro heterossexual para fins de recebimento de benefício previdenciário e inclusão na família de servidor público federal (art. 12);
- previsão de que estados e municípios disciplinem sobre os benefícios previdenciários do companheiro homossexual (art. 13);
- garantia de direitos sucessórios (herança) equiparados ao companheiro heterossexual;
- preferência para exercer a curatela (responsável legal) no caso de perda de capacidade do contratante (art. 15);
- redução do tempo de residência necessário para naturalização do companheiro homossexual estrangeiro, equiparando ao cônjuge e companheiro heterossexual (art. 16).

## Relator

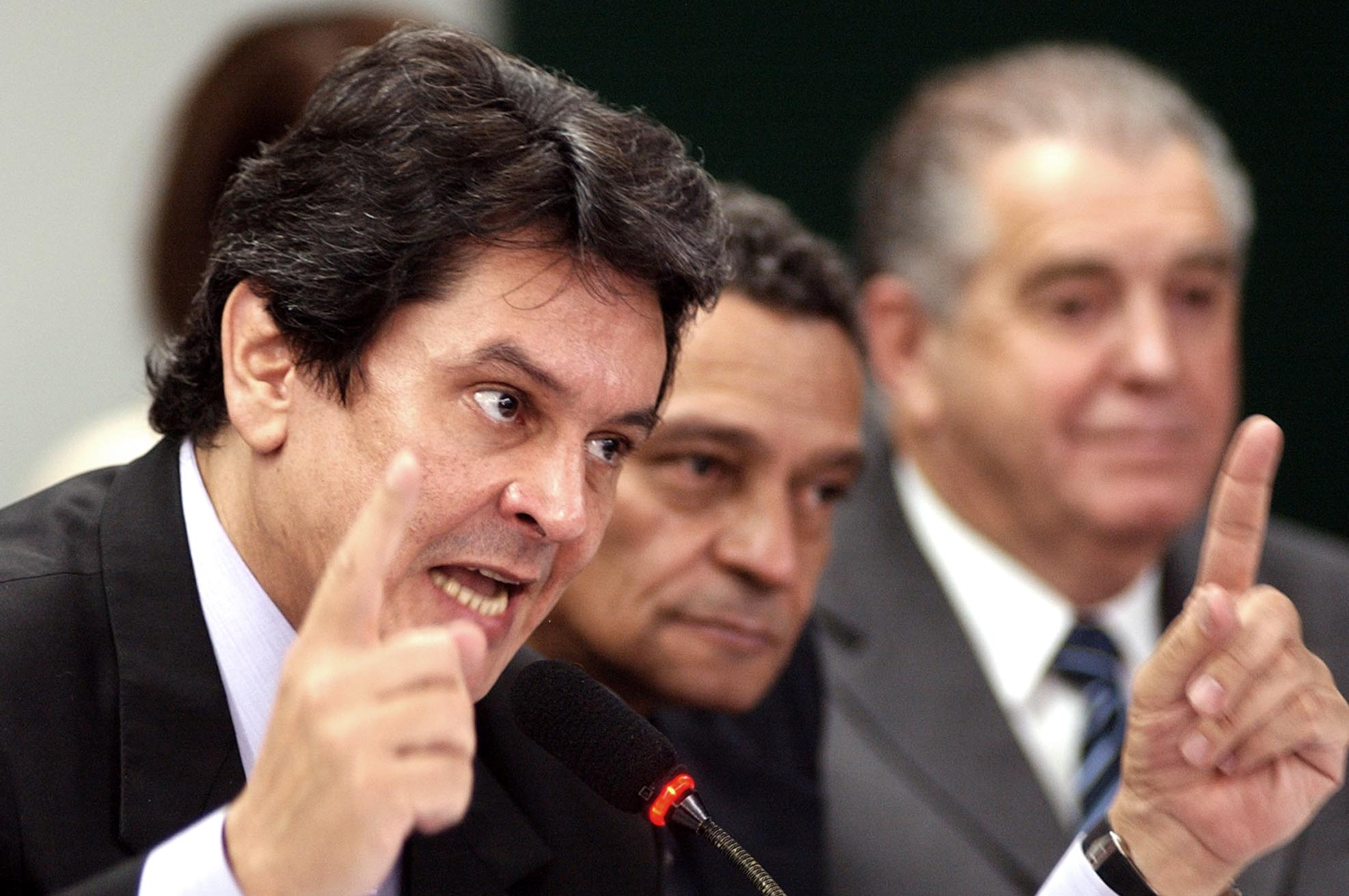
Deputado Roberto Jefferson (PTB-RJ), em 2015

Em abril de 1995, o deputado Roberto Jefferson do Partido Trabalhista Brasileiro, do Rio de Janeiro, foi escolhido por Marta como relator do projeto de lei. Marta entendia que o potencial apoio de um deputado neutro, como Jefferson, daria maior legitimidade ao projeto. Lideranças gays do Rio de Janeiro criticaram a escolha, no entanto. Por exemplo, Raymundo Pereira do Grupo Atobá disse: "Não entendo como a Marta deixou seu projeto nas mãos de um homófobo. Agora, se ele aprovar, pode ter certeza que será reeleito pelos gays." Por outro lado, Augusto Andrade, do Grupo Arco Íris de Conscientização Homossexual, entendia que só o fato de o projeto ter sido colocado na Câmara já era motivo de comemoração. A advogada Sarandah Villas-Boas, do movimento de lésbicas Barrales Cult disse esperar sua imparcialidade: "Está na hora de tratar a questão da orientação sexual de modo mais sério, sem preconceitos. Jefferson, apesar de direitista, deveria não ser tendencioso".
Quando a Folha de S.Paulo buscou o gabinete do deputado para uma entrevista, seu assessor chefe de gabinete, Onésio Ferreira, zombou da causa: "Vocês vieram fazer a matéria da bicharada? Sabem qual é a diferença entre o homossexual e o veado? Homossexual é usado quando você tem um parente bicha, e veado é para os parentes dos vizinho". Informado da frase, Jefferson riu: "Como vê, esse assunto é muito complicado". Na entrevista em si, perguntando se era favorável a união de homossexuais, respondeu: "Acho que eles são seres humanos e merecem respeito. A opção existe e sempre existiu. A sociedade deve parar e pensar sobre isso."
Na ocasião, Jefferson destacou que, antes de mais nada, ele queria "saber a opinião de todo mundo", ouvindo setores da igreja, antropólogos e psiquiatras. Destacou que o projeto teria uma finalidade absolutamente econômica: "No caso de um dos dois morrer, o outro pode receber herança e ter benefício da Previdência." E disse ainda que, desde que assumiu a relatoria, ouvia piadinhas e gracejos: "Ficam me perguntando se a união entre gays vai ser obrigatória. Não me proponho a ser o deputado da categoria. É importante ter bom humor e aguentar as piadinhas."
Tanto Marta quanto Roberto entendiam que uma das maiores dificuldades da aceitação da proposta era a confusão do público entre o casamento e a união civil. Segundo ele: "A princípio as pessoas são contra, mas, depois da minha explicação, passam a considerá-la justa". Marta e Jefferson esforçavam-se para que a lei não ficasse conhecida como "Lei do Casamento Gay".
Roberto Jefferson também acatou uma recomendação do jurista Luiz Edson Fachin de evitar o termo "união", dado o potencial conflito com o capítulo da família na Constituição: "Para evitar que o projeto seja declarado inconstitucional, antes mesmo de se discutir o mérito, devo propor a mudança de 'união' para 'parceria". Além dessa alteração, garantiu que seu parecer ao projeto seria favorável, com expectativa de votação na comissão especial da Câmara até final de outubro de 1996.
No final de outubro, Jefferson anunciou que incluiria também o direito de financiamento conjunto, como o da casa própria. A ideia surgiu a partir de uma queixa de um casal homossexual. Em busca de mais votos favoráveis, o relator anunciou em novembro que todas as uniões civis seriam registradas em livro próprio, separadas das outras. Também ressaltou que o nome "união civil" seria trocado por "parceria civil" ou mesmo "parceria registrada", nome esse inspirado pelo relato da deputada sueca Barbro Westerholm, que veio à comissão contar como foi a tramitação da proposta em seu país. Uma modificação sugerida a qual Marta se opôs foi a proibição explicita de adoção de crianças e a custódia de filhos dos parceiro: "Ao proibir, ele tira o direito constitucional que permite a qualquer pessoa adotar crianças. É melhor deixar que a Justiça decida cada caso [...] O mesmo vale para a custódia. "Se a criança não tiver mais ninguém na família, deve ser mandada para a Febem?".

## Comissão especial
O substitutivo de Jefferson foi formalmente apresentado em 26 de novembro de 1996, e todas as modificações no texto foram aprovadas pela autora. Os três principais apoiadores do projeto, Marta, Jefferson e a presidente da comissão especial, deputada Maria Elvira (PMDB-MG), trabalharam para que ele fosse votado ainda naquele ano. Na véspera do voto na comissão, Jefferson brincou que iriam "aprovar a Lei Áurea dos homossexuais brasileiros. Mas quero deixar claro que o papel de princesa Isabel é da Marta Suplicy". Após cinco meses de debates, a comissão especial aprovou o projeto por 11 votos a 5.

## Substitutivo aprovado (parceria civil registrada)
O texto do substitutivo aprovado na Comissão Especial, publicado no Diário da Câmara dos Deputados de 21 de janeiro de 1997, prevê:
- registro no Cartório de Registro Civil de Pessoas Naturais (mesmo local onde são registrados os nascimentos, casamentos e óbitos) (art. 2º);
- o estado civil dos contratantes não pode ser alterado durante a vigência da parceria civil registrada (art. 2º, §3º);
- contrato deve ser lavrado num Ofício de Notas (tabelionato), devendo dispor sobre patrimônio, deveres, impedimentos e obrigações mútuas (art. 3º);
- extinção pela morte ou decretação judicial (art. 4º);
- motivos para a extinção da parceria civil registrada: infração contratual ou desinteresse na sua continuidade (art. 5º);
- o imóvel próprio e comum aos contratantes é impenhorável, nos mesmos termos do bem de família (art. 9º);
- o parceiro homossexual é considerado dependente do segurado do INSS (não há equiparação com o companheiro heterossexual) (art. 10);
- o companheiro homossexual é beneficiário vitalício da pensão por morte do servidor público federal (art. 11);
- previsão de que estados e municípios disciplinem sobre os benefícios previdenciários do companheiro homossexual (art. 12);
- os direitos sucessórios limitam-se ao usufruto de um quarto ou da metade dos bens do companheiro, se esse tiver deixado filhos ou ascendentes, respectivamente (o usufruto cessará se firmar nova parceria civil registrada); terá direito a toda a herança se o companheiro não deixar descendentes ou ascendentes e terá, em todos os casos, direito à metade do patrimônio em que tenha colaborado para a formação (art. 13);
- preferência para exercer a curatela (responsável legal) no caso de perda de capacidade do contratante (art. 14);
- redução do tempo de residência necessário para naturalização do companheiro homossexual estrangeiro (sem equiparação ao cônjuge e companheiro heterossexual, ficando omisso o tempo de redução) (art. 15);
- composição de renda para aquisição de casa própria (art. 16 - não previsto no projeto original);
- direitos relativos a planos de saúde e seguro em grupo (art. 16 - não previsto no projeto original);
- inscrição como dependente para efeitos da legislação tributária (art. 17 - não previsto no projeto original).

### Vedações contidas no substitutivo aprovado
- o contrato não pode dispor sobre adoção, tutela ou guarda de crianças ou adolescentes em conjunto, mesmo que sejam filhos de um dos parceiros (art. 3º, §2º)

### Disposição retirada do projeto original
- na parceria civil registrada, não há averbação nos registros de nascimento e casamento das partes (uma certidão de nascimento ou casamento não faz alusão à existência da parceria) (retirada do art. 7º do projeto original);
- retira-se a previsão de que o companheiro homossexual é considerado pertencente à família do servidor público federal (alteração da redação do art. 12 do projeto original).